# Hoyerhagen
Hoyerhagen là một đô thị ở huyện Nienburg, trong bang Niedersachsen, nước Đức. Đô thị Hoyerhagen có diện tích 23 km².